# Кемаль-реис
Кемаль-реи́с (тур. Kemal Reis; ок. 1451—1511) — османский мореплаватель, адмирал, дядя по отцовской линии знаменитого османского адмирала и картографа Пири-реиса, который сопровождал его в большинстве его военно-морских экспедиций.

## Начало карьеры
Кемаль-реис родился в Галлиполи, на побережье Эгейского моря, около 1451 года. Его отец был турком по имени Али из города Караман в центральной Анатолии. 

### Военно-морская миссия в Испанию

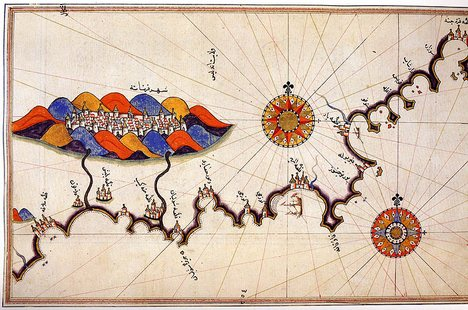
Карта Гранады, составленная Пири-реисом, племянником Кемаль-реиса, XV век.

Кемаль-реис начал свою карьеру в качестве командира военно-морского флота, принадлежащего санджак-бею (провинциальному губернатору) Эвбеи, которая на тот момент находилась под контролем османов. В 1487 году османский султан Баязид II дал задание Кемалю защищать земли эмира Абу Абдуллы, правителя Гранады, которая тогда была одним из последних мусульманских оплотов в Испании. Кемаль-реис отплыл в Испанию и высадил экспедиционные силы в Малаге, заняв город и близлежащие деревни и захватив много пленных. Оттуда он ходил на Балеарские острова и Корсику, где совершил набеги на прибрежные поселения, после чего высадил десант близ Пизы в Италии. Из Пизы он в очередной раз отправился в Андалусию и несколько раз между 1490 и 1492 годами перевозил мусульман и евреев, которые бежали из Испании в провинции Османской империи, а также пытался остановить испанское продвижение, бомбардируя порты Эльче, Альмерии и Малаги.

## Адмирал османского военно-морского флота
В 1495 году Кемаль-реис был произведен в адмиралы османского военно-морского флота султаном Баязидом II, который заказал строительство нового большого флагмана, Göke (Небо), который мог вместить 700 солдат и был вооружен наилучшим образом. В октябре 1496 года Кемаль отбыл из Константинополя и совершил налет на залив Таранто. В январе 1497 года он высадился в Модоне, а затем захватил несколько венецианских кораблей в Ионическом море и транспортировал их вместе с грузом к Эвбее. В марте 1497 года султан Баязид II назначил Кемаль-реиса ответственным за защиту кораблей, которые перевозили ценности, принадлежавшие религиозным основам Мекки и Медины, от рейдов рыцарей Святого Иоанна, обосновавшихся на острове Родос (в 1522 году османы захватили Родос и позволили рыцарям святого Иоанна мирно покинуть остров и перебраться на Сицилию, а затем на Мальту). Кемаль-реис отплыли в сторону Родоса с 5 кораблями и захватили барк иоаннитов возле Монтестрато. Позже он высадился на Лемносе, а оттуда отплыл в сторону Тенедоса и вернулся в Константинополь. В июне 1497 года Кемаль-реис получил еще две больших галеры, а в июле 1497 года он сделал остров Хиос своей базой для операций в Эгейском море против венецианцев и рыцарей святого Иоанна. 
В апреле 1498 года, командуя флотом из 14 кораблей, он отплыл из Дарданелл и направился на юг в сторону островов Эгейского моря, которые находились под контролем Венецианской Республики. В июне 1498 года он появился на острове Парос, а затем отплыл в сторону Крита, где он высадил десант и захватил город Сития вместе с близлежащими селами, а также отправил разведчика, чтобы изучить характеристики близлежащего венецианского замка. В июле 1498 года он отправился в Розетту (Рашид) в Египте с силой 5 галер, 6 фуст и 2 барка для перевозки 300 мусульманских паломников, направляющихся в Мекку, который также имел с ними 400000 золотых дукатов, которые были отправлены султану мамлюков Баязидом II. Рядом с портом Абу-Кабир он захватил 2 португальских корабля (один галеон и один барк) после ожесточенного боя, который длился 2 дня. Оттуда Кемаль-реис отплыл в сторону острова Санторини и захватили венецианский барк и еще один португальский корабль в Эгейском море.

## Османо-венецианские войны

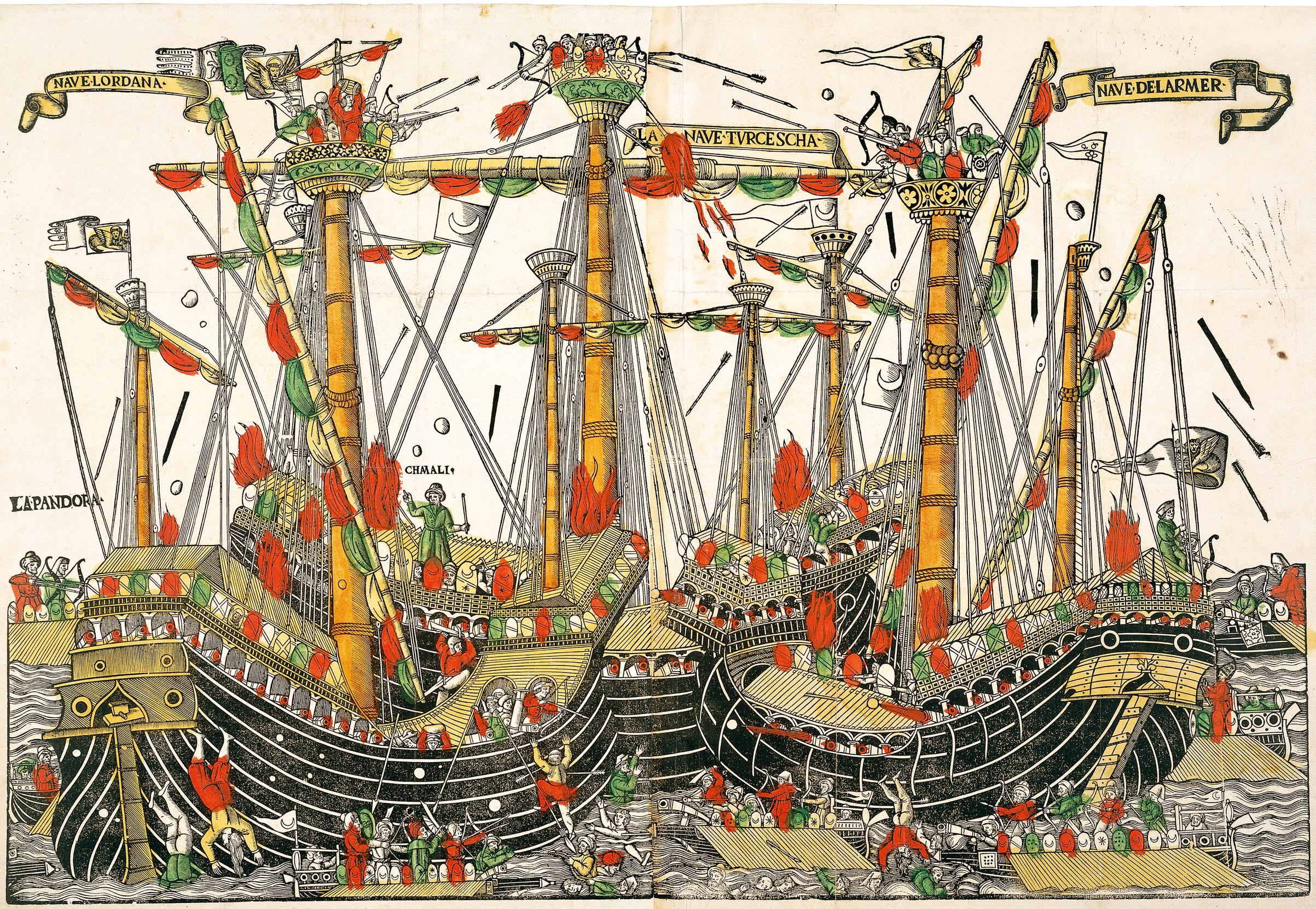
Битва при Зонкьо

В январе 1499 года Кемаль-реис отбыл из Константинополя с силой из 10 галер и 4 судов других типов и в июле встретился с огромным османским флотом, который был послан ему Давуд-пашой для ведения крупномасштабной войны против Венецианской республики. Османской флот состоял из 67 галер, 20 галиотов и около 200 небольших судов. В августе 1499 года Кемаль разгромил венецианский флот под командованием Антонио Гримани в битве при Зонкьо. Это было первое морское сражение в истории с пушками, используемыми на судах. 
Войдя в Ионическое море с большим флотом, Кемаль-реис столкнулся с венецианским флотом из 47 галер, 17 галиотов и около 100 небольших судов под командованием Антонио Гримани в районе мыса Зонкьо, и одержал важную победу. Гримани был арестован 29 сентября, но был отпущен. Гримани стал дожем Венеции в 1521 году, а султан Баязид II подарил 10 захваченных венецианских галер Кемаль-реису, который разместил свой флот на острове Кефалония.
В декабре 1499 года венецианцы атаковали Лепанто в надежде вернуть утраченные территории в Ионическом море. Кемаль-реис, отбыв с Кефалонии, защитил Лепанто от венецианцев. Он оставался в Лепанто в период с апреля по май 1500 года, его корабли ремонтировались армией из 15000 османских мастеров, привезенных в город. Оттуда Кемаль отбыл, чтобы бомбардировать венецианские порты на острове Корфу, а в августе 1500 года он в очередной раз победил венецианский флот в битве при Модоне, которая также известен как Вторая битва при Лепанто. Кемаль-реис бомбардировал крепость Модон с моря и захватил город. 
Позже он сражался с венецианским флотом у берегов Корона и захватил город вместе с венецианской бригантиной. Оттуда Кемаль отплыл к острову Сапиенца и потопил венецианскую галеру "Lezza". В октябре 1500 года он появился на мысе Санта-Мария на острове Лефкас и вернулся в Стамбул в ноябре. Так османский флот и армия захватили Модон и Корон, «два глаза Венецианской республики» в Греции. Османские кавалерийские рейды достигли венецианских территорий на севере Италии, а в 1503 году Венеции снова пришлось искать мира с турками.
В январе 1501 года Кемаль-реис вышел из Константинополя во главе флота из 36 галер. В феврале 1501 года он совершил высадку на острове Эвбея и в Нафплионе, прежде чем отправиться по направлению к Корфу в марте, а оттуда в Тирренское море, где он захватил остров Пианозе вместе со многими пленными. В апреле 1501 года с флотом из 60 судов он высадился в Нафплионе и Монемвасии. В мае 1501 года он в сопровождении грузовых судов, перевозящих строительные материалы для укрепления османских крепостей на островах Хиос и Тинос, захватил корабль Джироламо Пизани, венецианского командира, и официальный штандарт Сан-Марко (Святого Марка, покровителя Венеции). Далее Кемаль прибыл в порт Зонкьо, недалеко от Наварина. Османские войска высадились там и захватили венецианский замок и близлежащие населенные пункты после осады, которая длилась менее 10 часов. Кемаль-реис также захватили 3 венецианских галеры, каравеллу и несколько других мелких судов. Позже он захватил Наварин у венецианцев, добавив еще один важный порт Османской империи. В июне 1501 года Кемаль вышел в Адриатическое море, чтобы укрепить оборону Влёры.

## Операции в Западном Средиземноморье и в Атлантическом океане
В июле 1501 года Кемаль-реис, в сопровождении своего племянника Пири-реиса, отплыл из порта Модон с силой из 19 кораблей и отправился в Тирренское море, где он воспользовался войной между Якопо д'Аппьяно, правителем Пьомбино, и папскими силами под командованием Чезаре Борджиа. Османские войска высадились на острове Пианозе и быстро захватили его, взяв много пленных. Оттуда Кемаль приплыл к каналу Пьомбино, и османы совершили налет на прибрежные поселения в этой области. В августе 1501 года он высадился на Сардинии и захватил несколько прибрежных поселений, а также около 1 050 пленных, в ходе боев против местных сил. Он захватил несколько генуэзских военных кораблей у берегов Сардинии.
В августе 1501 года Кемаль-реис прибыл к Балеарским островам, и османы высадились на Майорку, где имели место ожесточенные бои против местных испанских сил. Оттуда Кемаль отплыл в Испанию и захватил 7 испанских кораблей у берегов Валенсии. На борту этих судов он нашел странный головной убор из перьев и незнакомый черный камень. Ему было сказано одним из пленных, что оба предмета привезены из вновь открытых земель на западе, за пределами Атлантического океана. Пленник утверждал, что побывал в этих землях три раза, под командой человека по имени "Коломбо" и что он имел в своем распоряжении карту, нарисованную самим "Коломбо", на которой отмечены недавно открытые земли. Эта карта, вероятно, стала одним из главных источников знаменитой карты Пири-реиса 1513 года.
После ухода из Валенсии, еще в августе 1501 года, Кемаль направился на юг и обстрелял береговые крепости Андалусии перед высадкой войска, которые разгромили несколько портов и городов. Позже он отплыл на запад, прошел Гибралтарский пролив и вошел в Атлантический океан, где он и его люди совершили налет на атлантическое побережье Пиренейского полуострова. Оттуда Кемаль-реис отбыл на юго-запад и высадился на Канарских островах, где турки столкнулись с умеренным противодействием со стороны испанских сил. Пири-реис воспользовался случаем, как и в других плаваниях со своим дядей, чтобы нарисовать карту региона. Кемаль позже повернул на восток, прошел вдоль атлантического побережья Марокко и вновь вошел в Средиземное море через Гибралтарский пролив. Оттуда Кемаль двинулся дальше на восток и захватил несколько генуэзских кораблей у берегов Триполи в Ливии. Кроме того, он перехватил несколько венецианских галер в этом районе перед отплытием обратно в Константинополь.

## Возвращение в Восточное Средиземноморье
В мае 1502 года Кемаль-реис отплыл из Стамбула с флотом из 50 судов и направился в сторону Эвбеи. В июне 1502 года он захватил остров Кос вместе с замком Сан-Пьетро, который принадлежал рыцарям святого Иоанна. Оттуда он отправился в Нафплион и заставил венецианцев и французов снять осаду Митилены. В июле он перебрался к Лесбосу и воевал против французских солдат в Митилене, которые османы ранее отобрали у генуэзцев в 1462 году. В августе 1502 года Кемаль сделал остров Лефкас своей новой базой для операций в Ионическом и Адриатическм морях, откуда он совершал набеги на прибрежные поселения, принадлежавшие Венеции и Республике Рагуза, захватив некоторые из них от имени Османской империи. 
Однако стратегическое значение острова Санта-Маура (так венецианцы называли Лефкас) побудили Венецию снарядить огромный флот под командованием Бенедетто Пезаро, который состоял из 50 галер и множества других более мелких судов. К венецианцам присоединились 13 папских галер под командованием Джакомо Пезаро, брата Бенедетто, который был епископом Пафоса, а также 3 галеры, принадлежавшие рыцарям святого Иоанна на Родосе, и 4 французских галеры под командованием Прегена де Биду. Разбитый флотом противника Кемаль был вынужден отказаться от Лефкаса и отплыл обратно в Константинополь, где в октябре 1502 года заказал постройку новых кораблей в Императорской Военно-морской арсенале Золотого Рога.
В марте 1503 года Кемаль отплыл из Константинополя с новыми кораблями и достиг Галлиполи, где взял на себя командование основным османским флотом. Тем не менее, из-за тяжелой болезни он был вынужден вернуться в Константинополь, из-за длительного лечения он был вынужден отказаться от продолжения службы до марта 1505 года.
В марте 1505 года Кемаль-реис получил задачу отомстить рыцарям святого Иоанна на Родосе, которые наносили серьезный ущерб османским судоходным маршрутам у берегов Анатолии, и он отплыл из Галлиполи с силой из 20 кораблей, сначала в направлении острова Кос, который он ранее захватил у рыцарей, с целью организации нападения на Родос. В мае он напал на побережье Родоса и высадил большое количество османских войск на острове, которые бомбардировали замок рыцарей с суши и взяли под свой контроль несколько населенных пунктов. Оттуда Кемаль-реис плавал на острова Тилос и Нисирос, где он бомбардировал крепости рыцарей с моря. Еще в мае 1505 года он захватил остров Лемнос и напал на остров Хиос, прежде чем вернуться к Модону в июле.

## Действия в Западном Средиземноморье и Испании
В сентябре 1505 года Кемаль-реис напал на Сицилию и захватил 3 корабля (один из Республики Рагуза, два - из Сицилии). В январе 1506 года он сделал остров Джерба своей новой базой и отправился в Испанию, где он еще раз высадился у берегов Андалусии и бомбардировал порты Альмерии и Малаги. Он также транспортировал мусульман и евреев Испании в Константинополь.
В мае 1506 года Кемаль, командуя силой из 8 галиотов, вернулся в Эгейское море, а в июне совершил высадку на острове Лерос с силой из 500 янычар. Там он напал на венецианский замок под командованием Паоло Симеони. В течение июня он атаковал острова Додеканес перед отплытием обратно в Западном Средиземноморье с флотом из 22 судов, где он высадился на Сицилии и напал на прибрежные поселения. Там он столкнулся с силами вице-короля Сицилии, который был союзником Испании. В сентябре 1506 года Кемаль сразился с испанским флотом, защищая Джербу, и захватил испанские галеры во время боя. В октябре он совершил высадку в Трапани на Сицилии и сжег генуэзские корабли в порту, их экипажи были освобождены, так как не имели никакого опыта морской войны и не были признаны полезными. Позже он бомбардировал венецианскую галеру под командованием Бенедетто Приули. Он ответил на канонаду из крепости Трапани залпами пушек со своих кораблей. Позже он приплыл на остров Сериго в Ионическом море с силой из 5 галер и вступил в перестрелку с венецианским флотом под командованием Джироламо Контарини, после чего отплыл в Константинополь.

## Более поздние операции в Восточном Средиземноморье
В январе 1507 года Кемаль получил задание от султана Баязида II атаковать рыцарей святого Иоанна и отплыл из Галлиполи с большим флотом из 40 кораблей. Он сражался с рыцарями несколько раз до августа 1507 года, когда он вернулся в Константинополь. В августе он отплыл в Александрию с грузом из 8000 комплектов весел и 50 пушек, которые были переданы в дар султану мамлюков Баязидом II в помощь в борьбе против португальского флота, который активизировался в Красное море. Кемаль оставался в Египте до февраля 1508 года и вернулся в Константинополь в мае 1508 года, где лично координировал модификацию своих кораблей в Императорской Военно-морском арсенале, прежде чем снова выйти в Эгейское море для прямой конфронтации с венецианцами и рыцарями святого Иоанна. 
В августе 1508 года Кемаль-реис прибыл на Эвбею с 5 галерами и многочисленными барками. Оттуда он отправился в Тенедос, где отразил нападение рыцарей. В ноябре он захватил генуэзский галеас из Савоны у острова Тенедос. В январе 1509 года, командуя силой из 13 судов, он напал на замок Coo возле Родоса, принадлежавший рыцарям святого Иоанна. В феврале, в сопровождении османского капера Куртоглу Муслихиддин-реиса (известного как "Куртоголи" на Западе), и во главе большого флота из 20 кораблей Кемаль напал на Родос и высадил большое количество янычар в порту. В течение всего нескольких дней были проведены 4 атаки на замок Родос, а также стены цитадели, которые окружали город. К середине февраля он преследовал корабли, принадлежащие рыцарям, которые бежали с Родоса в поисках более безопасных вод, и захватил 3 галеона и 9 судов других типов.

## Заключительные миссии и смерть
В 1509 году Кемаль-реис отплыл в Тирренское море и высадился у берегов Лигурии. Он продолжал служить в Западном Средиземноморье в течение некоторого времени, до возвращения в Галлиполи. В сентябре 1510 года он отплыл из Галлиполи с 2 галерами, 1 галиотом и несколькими барками и присоединился к османскому флоту грузовых судов, которые направлялись в Александрию с грузом дров для строительства кораблей, наборами весел и пушек, которые были направлены мамлюкам для их борьбы против португальцев в Индийском океане. 
В начале 1511 года, после прохождения острова Наксос, 27 кораблей османского грузового флота были разрушены сильным штормом в Средиземном море, в том числе корабль Кемаль-реиса, который погиб вместе со своими людьми. 